# Moschopsis rosulata
Moschopsis rosulata är en calyceraväxtart som först beskrevs av Nicholas Edward Brown, och fick sitt nu gällande namn av Dusén. Moschopsis rosulata ingår i släktet Moschopsis och familjen calyceraväxter. Inga underarter finns listade i Catalogue of Life.